# Berezovca, Orativ
Berezovca (în ucraineană Березівка, transliterat: Berezivka) este un sat în comuna Uharove din raionul Orativ, regiunea Vinnița, Ucraina.

## Demografie
Componența lingvistică a localității Berezovca
     Ucraineană (100%)
Conform recensământului din 2001, toată populația localității Berezovca era vorbitoare de ucraineană (100%).